# Fernando Cerchio
Fernando Cerchio (* 7. August 1914 in Luserna San Giovanni; † 19. August 1974 in Mentana) war ein italienischer Drehbuchautor, Filmregisseur, Filmeditor und Filmproduzent.

## Leben
Cerchio studierte an der Accademia di Belle Arti. Er interessierte sich für experimentelle Filme und erregte 1936 mit dem Trickfilm Notturno die Aufmerksamkeit der Filmkritiker. Ab 1937 studierte er am Centro Sperimentale di Cinematografia bei Alessandro Blasetti.
Ab 1938 arbeitete Cerchio für das Istituto Luce, für das er mehrere Dokumentarfilme produzierte. Der Film Comacchio wurde in Venedig und Paris ausgezeichnet. Er begann seine Karriere zunächst als Filmeditor, doch bereits seiner ersten großen Regiearbeit, dem Spielfilm Cenerentola (1948), zu dem er auch das Drehbuch schrieb, war Erfolg beschieden. Bis 1972 entstanden mehr als dreißig Spielfilme, darunter Gente così nach einem Drehbuch von Giovanni Guareschi und der Kriminalfilm Il bivio. Daneben drehte Cerchio bis Mitte der 1950er Jahre noch zahlreiche Dokumentarfilme.

## Filmographie

### Dokumentarfilme
- 1940: Carbonia
- 1941: Fontana di Trevi
- 1942: Ragazze sotto la tenda (mit Enrico Fulchignoni)
- 1942: Ritorno al Vittoriale
- 1942: La scuola del cinema
- 1942: Rifugi alpini
- 1942: Comacchio
- 1943: Artigiani fiorentini
- 1946: Melodie d’Italia (Capri, Firenze, Roma, Napoli)
- 1947: Il messaggio divino
- 1947: Il cavaliere a Napoli
- 1947: Ave Maria
- 1947: Pascoli eterni
- 1947: Tre tempi veneziani
- 1947: Toscana eterna (mit Raffaello Pacini)
- 1949: Largo al factotum (con marionette)
- 1949: Strada facendo
- 1949: La città di Stendhal
- 1949: Concerto nel parco
- 1950: Cioccolato
- 1950: Il natale degli zampognari
- 1950: Gianduia a Torino
- 1952: Storia del caffè
- 1956–57: I pescatori
- 1956–57: Noi cani
- 1956–57: Sinfonia romana

### Spielfilme
- 1944: La buona fortuna
- 1945: Porte chiuse
- 1945: Aldo dice 26x1
- 1946: Cenerentola
- 1949: Gente così
- 1950: Zu spät, Dr. Marcchi (Il bivio)
- 1952: Il bandolero stanco
- 1952: Das Schwert der Musketiere (Il figlio di Lagardère)
- 1953: Lulù
- 1953: Addio, mia bella signora!
- 1954: Der Graf und die drei Musketiere (Il visconte di Bragelonne)
- 1955: I 4 del getto tonante
- 1957: Die Bestie von Paris (I misteri di Parigi)
- 1957: Der Sohn des Scheik (Los amantes del desierto) (Ko-Regie)
- 1958: La Venere di Cheronea (Ko-Regie)
- 1959: Judith – Das Schwert der Rache (Giuditta e Oloferne)
- 1960: Der Fluch des Pharao (Il sepolcro dei re)
- 1961: Nofretete – Königin vom Nil (Nefertite regina del Nilo)
- 1962: Herr der Wüste (Lo sceicco rosso)
- 1962: Totò contro Maciste
- 1963: Totò e Cleopatra
- 1963: Ritt in die Freiheit (Col ferro e col fuoco)
- 1964: Totò contro il pirata nero
- 1965: Per un dollaro di gloria
- 1966: Segretissimo
- 1967: Il marchio di Kriminal
- 1969: Die Rechnung zahlt der Bounty-Killer (La morte sull'alta collina)[2]